# Vřešťovský chlum
Vřešťovský chlum (421 m n. m.), též Vřešťovický chlum, je vrchol v okrese Jičín Královéhradeckého kraje, ležící asi 1,5 km zsz. od obce Boháňka, na příslušném katastrálním území a území vesnic Chloumek a Doubrava.

## Geomorfologické zařazení
Vrchol náleží do celku Jičínská pahorkatina, podcelku Bělohradská pahorkatina, okrsku Hořický hřbet a podokrsku Vřešťovský chlum.

## Přístup
Automobilem se dá dopravit nejblíže do Boháňky a Chloumku. Severně od vrcholu vede červená turistická stezka Boháňka – Doubrava a ještě severněji žlutá stezka.